# Elatostema robustipes
Elatostema robustipes är en nässelväxtart som beskrevs av W.T.Wang, F.Wen och Y.G.Wei. Elatostema robustipes ingår i släktet Elatostema och familjen nässelväxter. Inga underarter finns listade i Catalogue of Life.